# Mappa

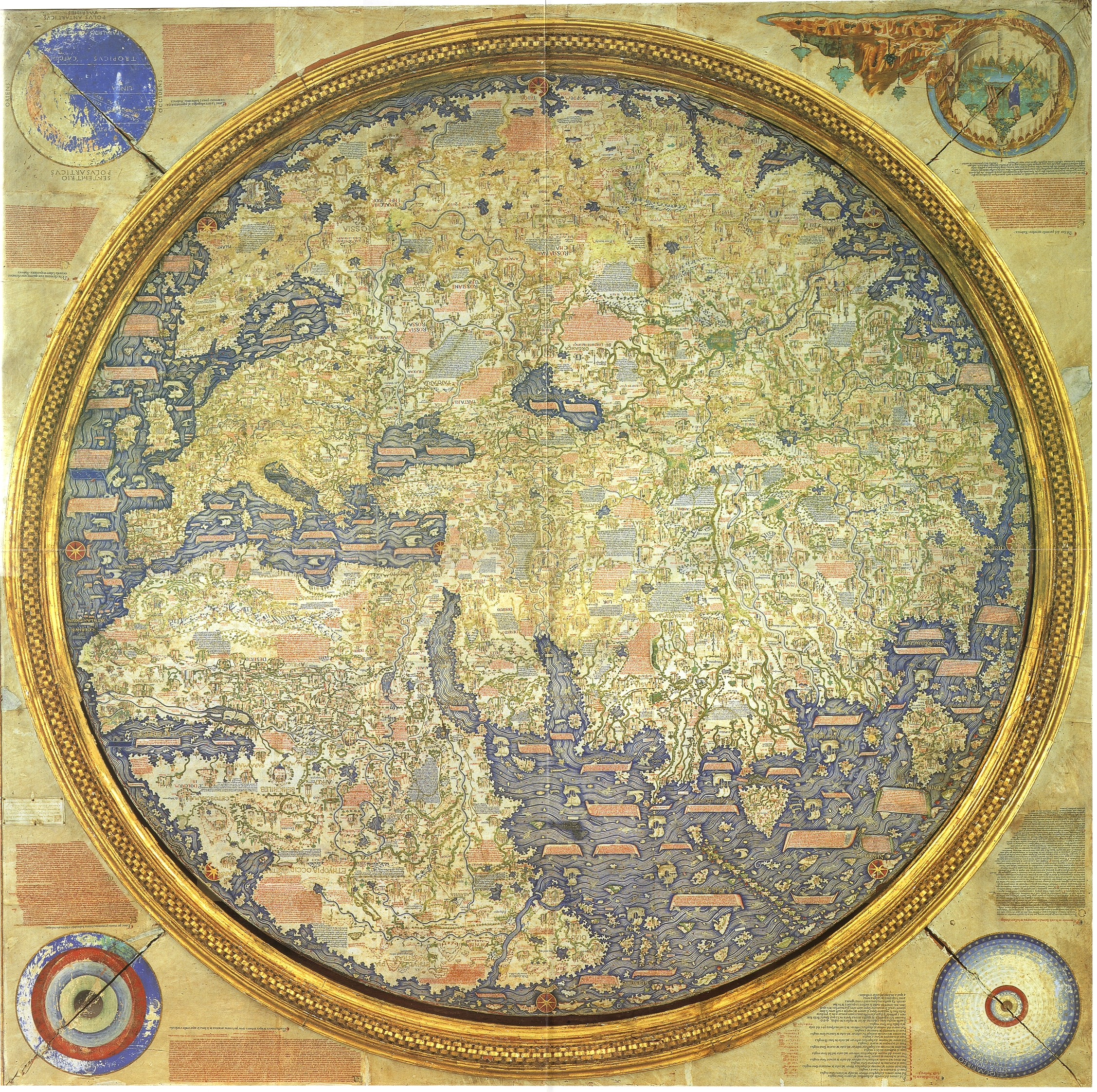
Il mappamondo di Fra Mauro (1459)

Una mappa è una rappresentazione semplificata dello spazio che evidenzia relazioni tra componenti (oggetti, regioni) di quello spazio. Una mappa è comunemente una rappresentazione bidimensionale, geometricamente accurata, di uno spazio tridimensionale, come ad esempio una carta geografica. Più in generale, le mappe possono essere usate per rappresentare qualsiasi proprietà locale del mondo o parte di esso, o qualsiasi altro spazio (inclusi altri corpi celesti, o galassie, o l'intero universo), anche inventato, mentale o concettuale.

## Geografia
La mappa nella topografia è la rappresentazione grafica di una zona di territorio, riprodotta in scala.

## Etimologia del termine
La mappa, nella Roma antica era un panno di lino usato come tovagliolo sulle tavole patrizie. Era detto mappa anche il drappo rosso con il quale i bestiari eccitavano il toro nel circo, come pure il panno che l'imperatore o i magistrati gettavano nell'arena per dare inizio alle corse.
Nell'era volgare, la mappa entrò nel rituale liturgico cristiano, per ricoprire gli altari. Nel tardo impero il termine passò ad indicare i libri e gli editti scritti su tela. Gli antichi agronomi chiamarono mappe (perché eseguite spesso su tela) ogni rappresentazione grafica di una zona di terreno. Di qui l'uso moderno della parola.

## Mappe catastali
Le mappe particellari (spesso chiamate comunemente mappe catastali) costituiscono particolari documenti del catasto in cui vengono descritti i possessi fondiari e le particelle in cui essi si immaginano scomposti.
Il territorio di ogni comune è suddiviso in fogli catastali progressivamente numerati da nord ad est, ciascuno dei quali comprende graficamente le singole particelle di territorio. Ogni particella identifica la minima unità impositiva, riferita al tipo di coltura a al soggetto titolare di diritti su di essa. L'identificazione di un immobile o un terreno attraverso gli estremi riportati nelle mappe catastali è necessario per qualsiasi atto giuridico costitutivo, estintivo o modificativo di diritti reali.

## Galleria d'immagini

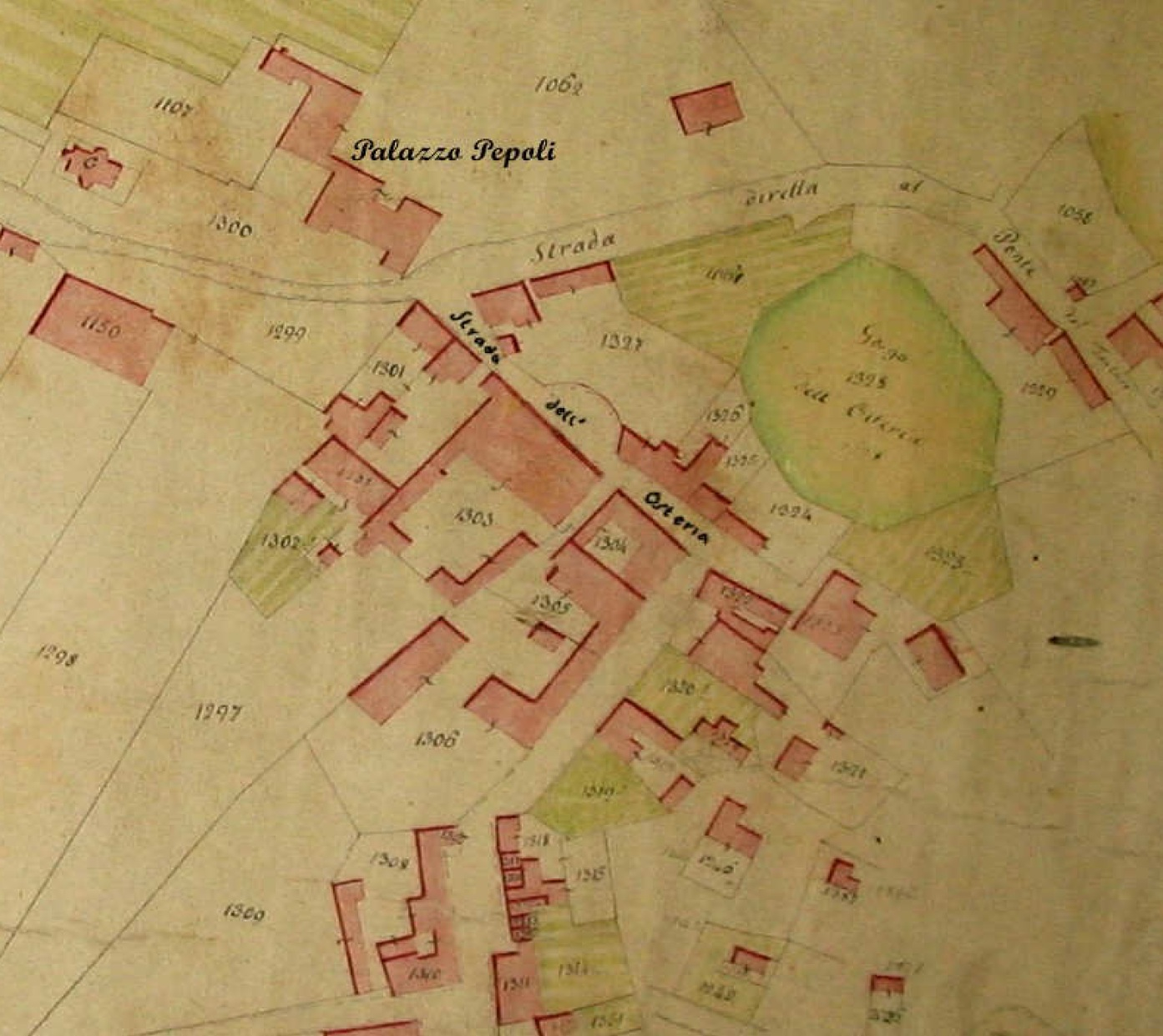
Mappa catastale napoleonica di Trecenta
Mappa politica
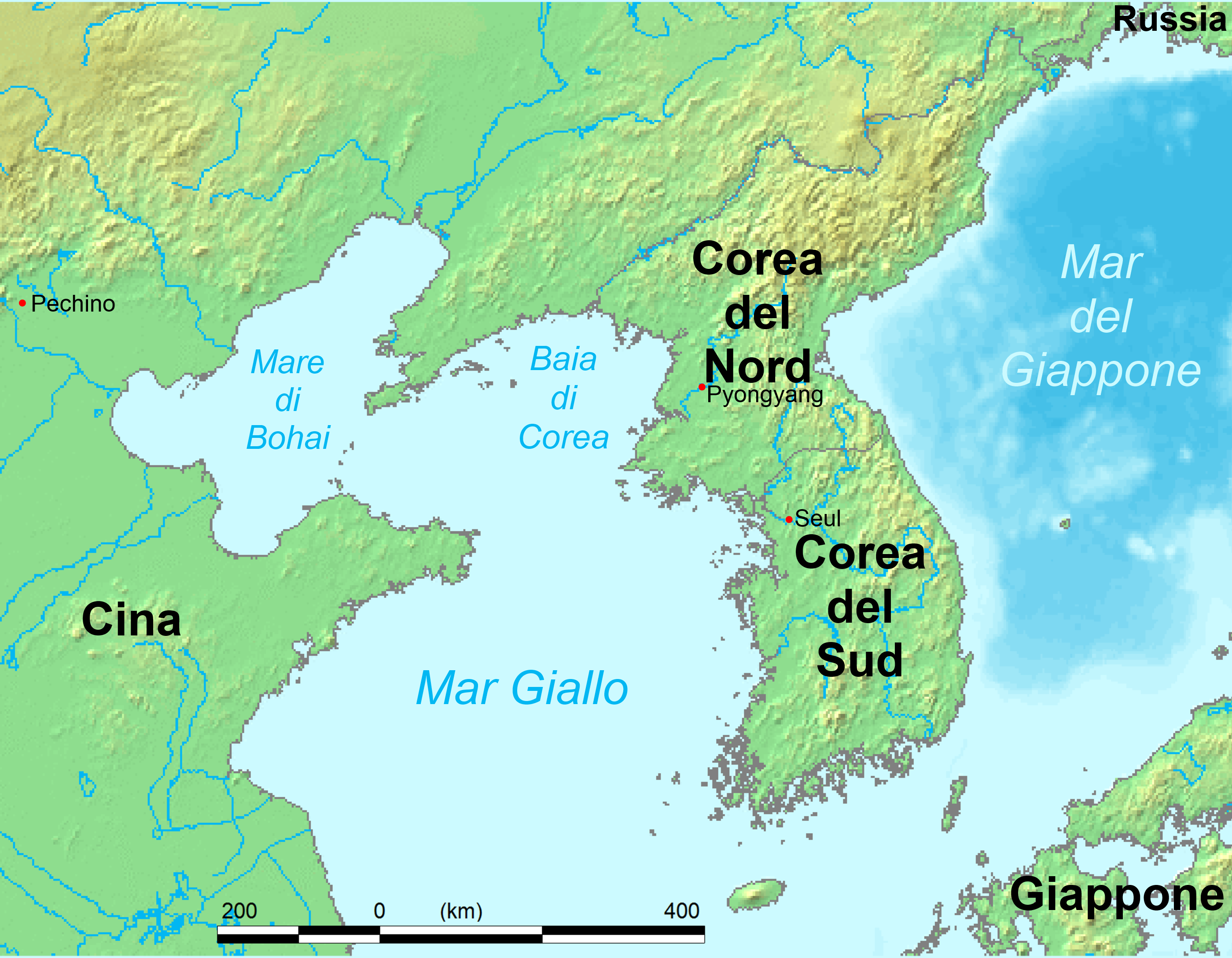
Mappa fisica
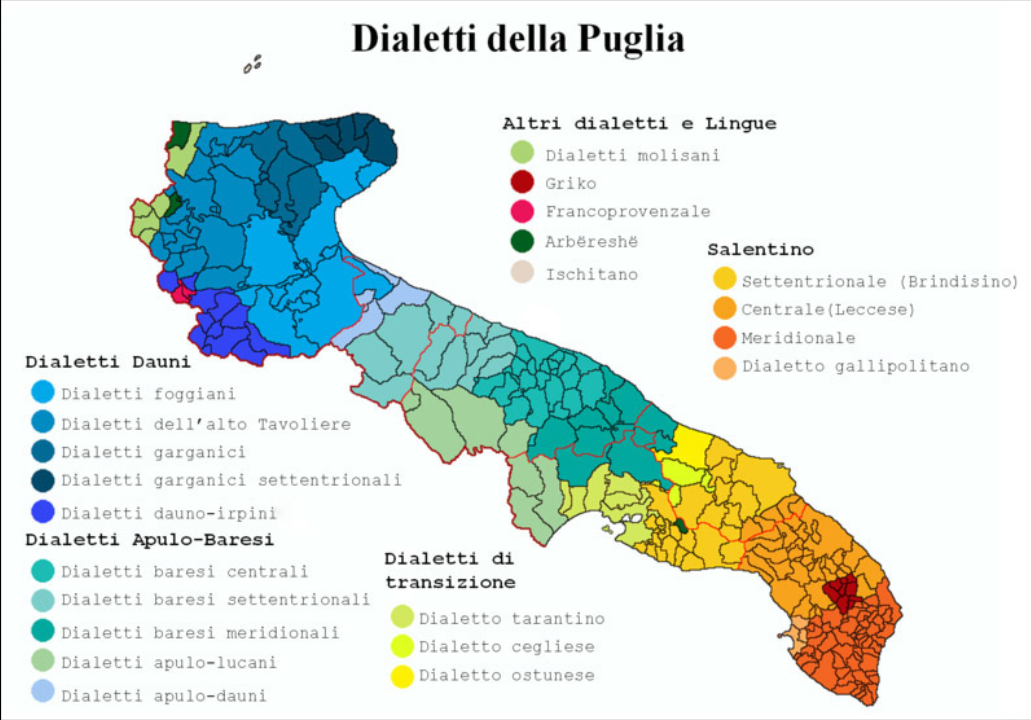
Mappa tematica
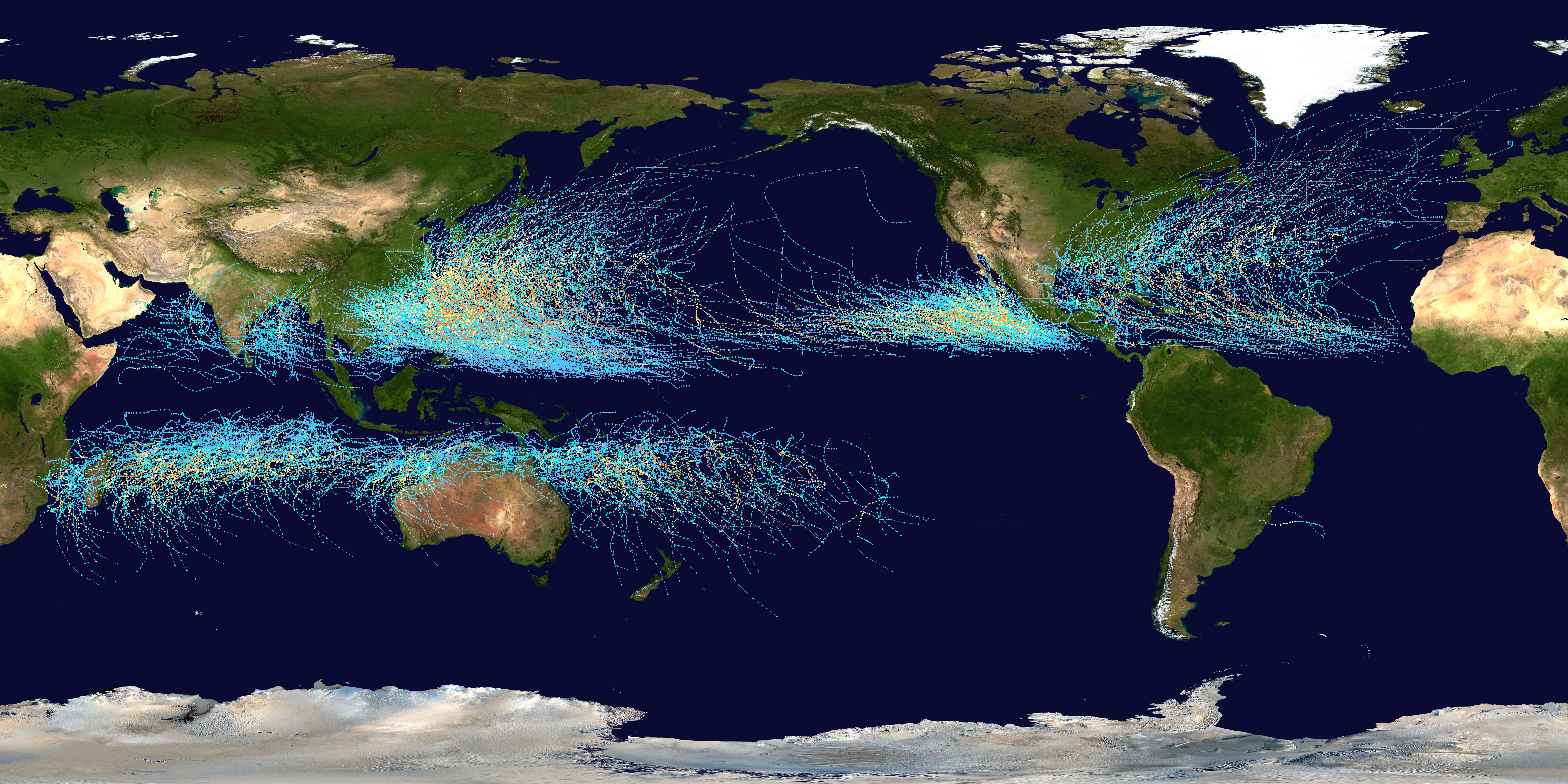
Mappa globale dei cicloni
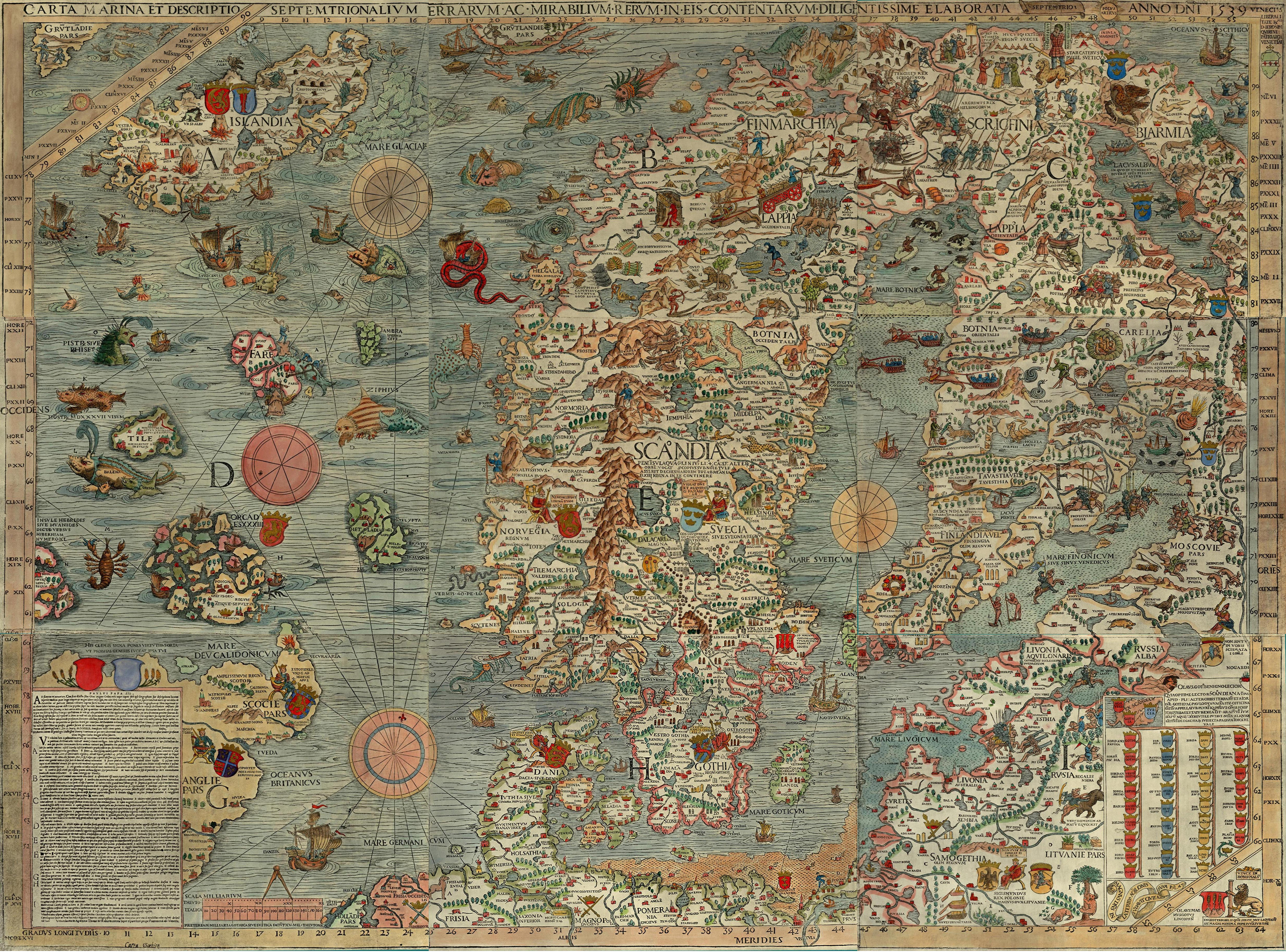
Antica mappa marina
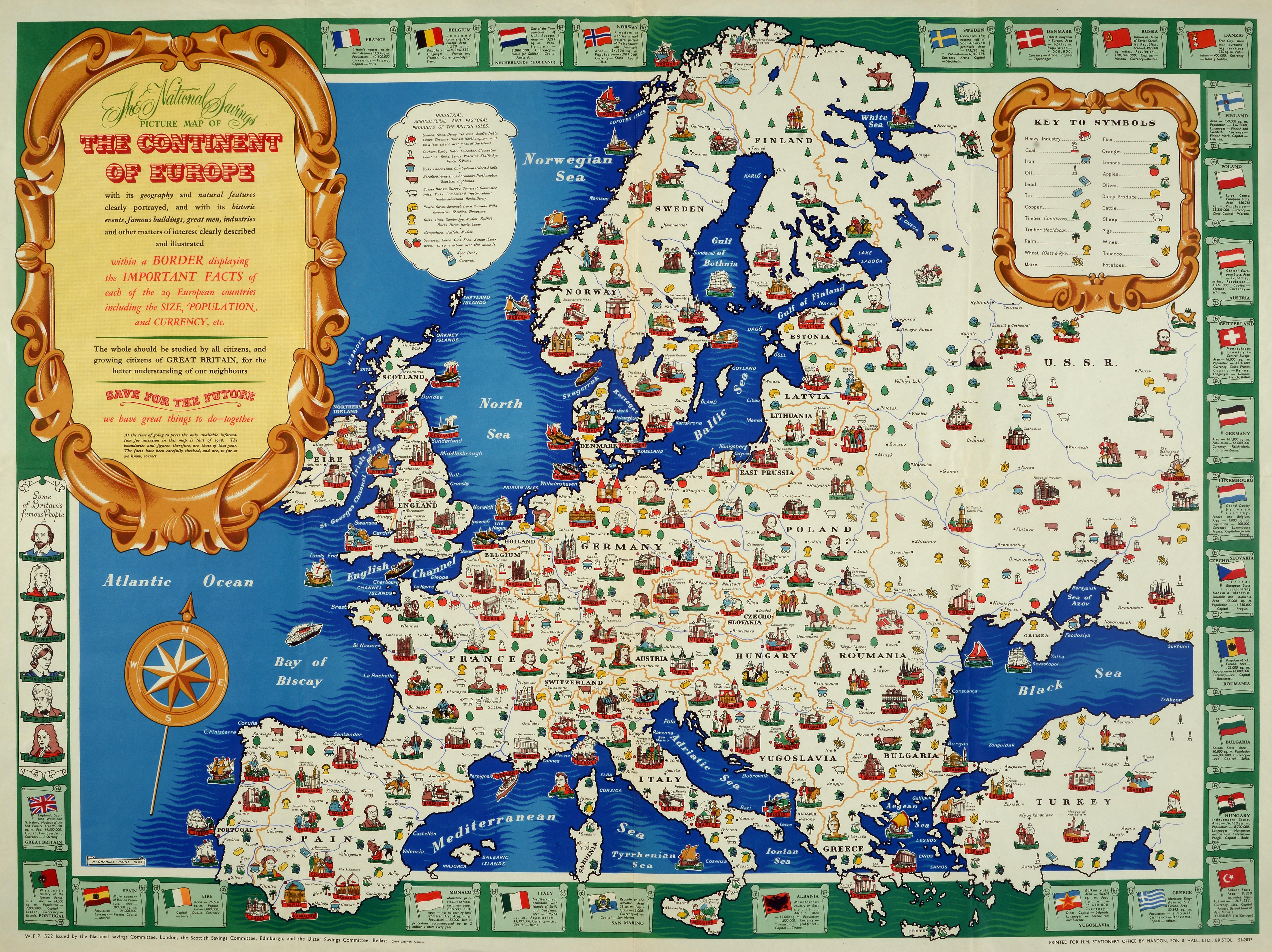
Mappa europea
Mappa stradale dell'India
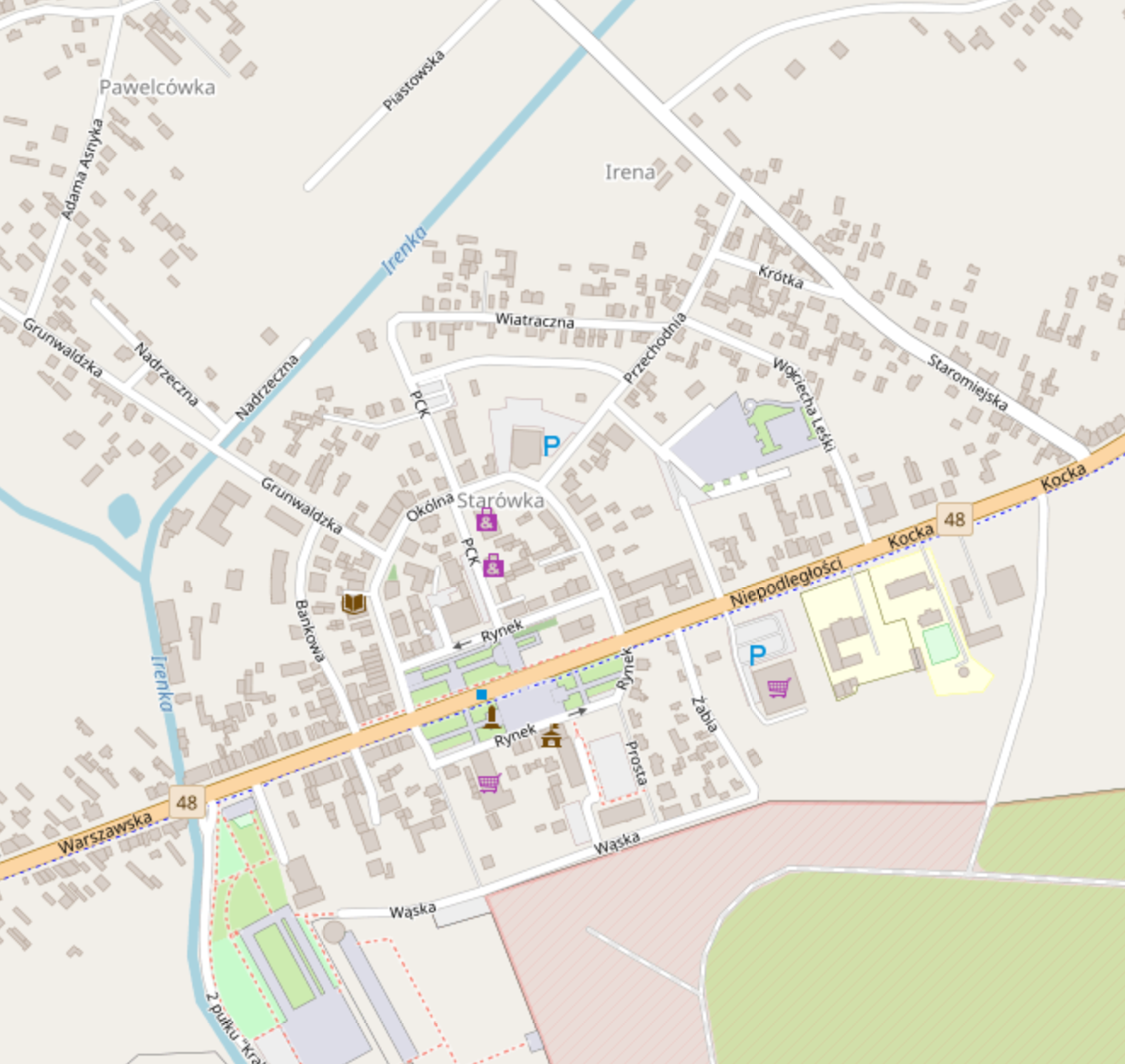
Mappa di OpenStreetMap
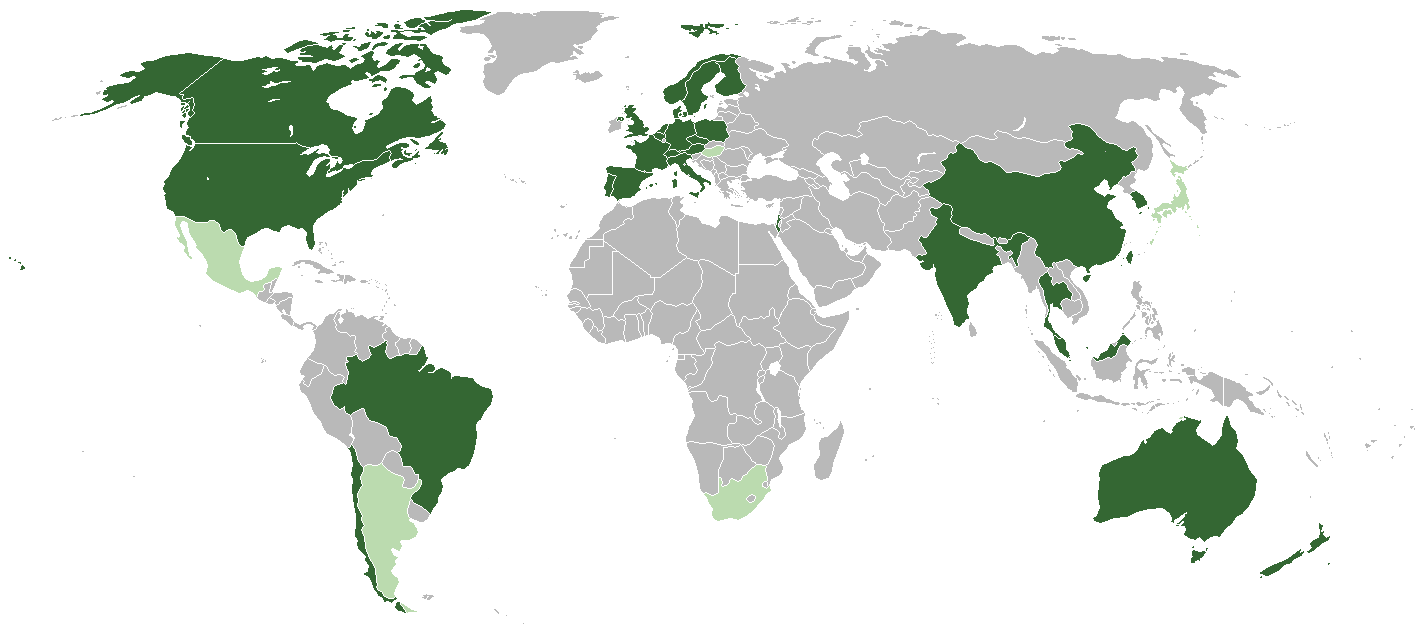
Mappa di copertura di Google maps
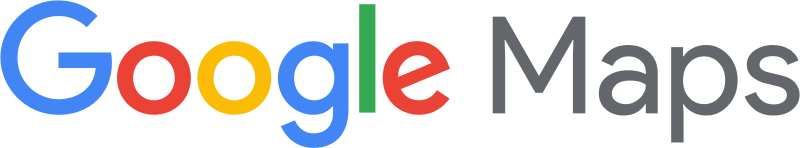
Logo di Google maps, un servizio internet geografico sviluppato da Google che consente la ricerca e la visualizzazione di carte geografiche di buona parte della Terra.
Mappa del giardino e del castello della Regina, Versailles, Francia